# Робинсон, Джоан Гейл
Джоан Мэри Гейл Робинсон, урождённая Томас (англ. Joan Mary Gale Robinson; род. 10 февраля 1910, Бакингемшир, Англия — 20 апреля 1988, Кингс-Линн, Норфолк, Англия) — британская писательница и иллюстратор детских и подростковых книг.

## Биография
Родилась 10 февраля 1910 года в Джерардс Кросс (Бакингемшир, Англия). В 1941 году вышла замуж за писателя и иллюстратора Ричарда Гевина Робинсона, с которым жила в Кингс-Линне (Норфолк). Некоторые из книг выпущены в сотрудничестве с ним.
За всю свою карьеру писательницы написала более 30 книг. Первой книгой для детей стал рассказ «А означает ангел» (1939), а одним из ее самых известных детских произведений является книга «Тедди Робинсон» (1953), главным персонажем которой является плюшевый мишка, который был прототипом мягкой игрушки её дочери Деборы. Сама дочь также часто выступала персонажем с тем же именем в книгах писательницы. Дебютным же подростковым романом писательницы стала книга «Когда Марни была рядом» (1967), которую в том же году включили в список кандидатов на Медаль Карнеги, ежегодной британской литературной премии. Миядзаки Хаяо включил рассказ о Марни в список 50-ти рекомендованных детских книг, а в 2014 году в свет вышла экранизация книги с одноименным названием — «Воспоминания о Марни».
Джоан Робинсон известна не только как писательница, но и как иллюстратор книг. Некоторое время сотрудничала с другими иллюстраторами, среди которых Пегги Фортнум и Пруденс Сьюард.
Умерла писательница 20 апреля 1988 года в Кингс-Линне (Норфолк, Англия).

### Детская литература
- A Stands for Angel (1939) — «А означает ангел»;
- God of All Things (1948) — «Бог всех вещей»;
- Teddy Robinson (1953) — «Тедди Робинсон»;
- Mary-Mary (1957) — «Мэри-Мэри».

### Подростковая литература
- When Marnie Was There (1967)[9] — «Когда Марни была рядом»
- Charley (aka The Girl Who Ran Away) (1969) — «Чарли», также известная как «Девушка, которая убежала»;
- The House in the Square (1972) — «Дом в квадрате»;
- The Summer Surprise (1977) — «Летний сюрприз»;
- Meg and Maxie (aka The Sea Witch или The Dark House of the Sea Witch) (1978)[10] — «Мег и Мекси», также известная как «Морская ведьма» и «Тёмный дом морской ведьмы».